# Eneko Satrústegui
Eneko Satrústegui Plano (Villava, Navarra, 25 de septiembre de 1990) es un futbolista español. Juega como defensa en la Cultural y Deportiva Leonesa de la Segunda División de España.

## Trayectoria
Se formó en la cantera del Club Atlético Osasuna y en 2009 fue cedido al C. D. Izarra en Segunda B, donde acumuló experiencia profesional. En 2010 regresó al filial de Osasuna, debutando con el primer equipo el 6 de noviembre de 2011 en el Estadio Santiago Bernabéu. La siguiente temporada fue cedido al C. D. Numancia, aunque una lesión de larga duración en 2013 interrumpió su progresión y prácticamente no jugó en la campaña 2013-14.
Posteriormente jugó en equipos de Segunda B como el Real Murcia C. F., C. D. Ebro, Club Lleida Esportiu y C. D. Castellón. En el C. D. Castellón permaneció tres temporadas, siendo parte del equipo que logró el ascenso a Segunda División en 2020.
El 21 de junio de 2021 firmó con el Racing de Santander, donde fue importante en el ascenso a Segunda División en mayo de 2022. En la temporada 2022-23 disputó 26 encuentros en la categoría.
En julio de 2023 fichó por el Wisła Cracovia de Polonia, con contrato hasta junio de 2024. Con el equipo polaco ganó la Copa de Polonia y anotó un gol en la final. En julio de 2024 regresó a España y firmó por la Cultural y Deportiva Leonesa.

## Clubes
Actualizado al último partido disputado el 12 de octubre de 2024.
| Club                          | País    | Temporada | Categoría          | Partidos | Goles |
| ----------------------------- | ------- | --------- | ------------------ | -------- | ----- |
| Club Deportivo Izarra         | España  | 2009-2010 | Segunda B          | 27       | 0     |
| Club Atlético Osasuna "B"     | España  | 2010-2011 | Segunda B          | 7        | 0     |
| Club Atlético Osasuna "B"     | España  | 2011-2012 | Segunda B          | 16       | 2     |
| Club Atlético Osasuna         | España  | 2011-2012 | Primera División   | 13       | 0     |
| Club Deportivo Numancia       | España  | 2012-2013 | Segunda División   | 14       | 0     |
| Club Atlético Osasuna         | España  | 2013-2014 | Primera División   | 2        | 0     |
| Real Murcia Club de Fútbol    | España  | 2014-2015 | Segunda B          | 8        | 0     |
| Real Murcia Club de Fútbol    | España  | 2015-2016 | Segunda B          | 25       | 0     |
| Club Deportivo Ebro           | España  | 2016-2017 | Segunda B          | 36       | 0     |
| Club Lleida Esportiu          | España  | 2017-2018 | Segunda B          | 40       | 0     |
| Club Deportivo Castellón      | España  | 2018-2019 | Segunda B          | 36       | 0     |
| Club Deportivo Castellón      | España  | 2019-2020 | Segunda B          | 27       | 0     |
| Club Deportivo Castellón      | España  | 2020-2021 | Segunda División   | 24       | 2     |
| Real Racing Club de Santander | España  | 2021-2022 | Primera Federación | 35       | 0     |
| Real Racing Club de Santander | España  | 2022-2023 | Segunda División   | 26       | 0     |
| Wisła Cracovia                | Polonia | 2023-2024 | I Liga de Polonia  | 17       | 2     |
| Cultural y Deportiva Leonesa  | España  | 2024-2025 | Primera Federación | 35       | 2     |

## Palmarés

### Títulos nacionales
| Título          | Club           | País    | Año  |
| --------------- | -------------- | ------- | ---- |
| Copa de Polonia | Wisła Cracovia | Polonia | 2024 |